# Руда, Михаил Яковлевич
Михаи́л Я́ковлевич Руда́ (13 февраля 1940 года, Москва — 10 февраля 2019 года) — советский, российский кардиолог, профессор, доктор медицинских наук.

## Биография
Михаил Яковлевич Руда родился 13 февраля 1940 г. в Москве в семье врача.
- 1963 год — Михаил Яковлевич Руда закончил 1-й ММИ им. И.М.Сеченова по специальности «лечебное дело».
- С того же года работал в НИИ кардиологии им. А.Л.Мясникова.
- 1964 год — Михаилом Яковлевичем, совместно с группой инженеров, был создан первый в мире кардиомонитор, позволявший контролировать не только ритм сердца, но и динамику сегмента ST ЭКГ.
- 1969 год — стал кандидатом медицинских наук;
- 1978 год — доктор медицинских наук.
- 1983 год — профессор по специальности «кардиология»

Он был врачом высшей категории по специальности «кардиология».
Михаил Яковлевич скончался 10 февраля 2019 года.

### Научные интересы
Область научных интересов:
- исследование острого инфаркта миокарда и его осложнений в части:
  - патогенеза,
  - клиники,
  - диагностики,
  - лечения ,
- острой сердечной недостаточности,
- создание новых организационных форм оказания медицинской помощи больным кардиологического профиля.

Он руководит исследованиями в области:
- нестабильной стенокардии,
- тромболитической терапии
- и др.

Также, возглавляет клинические испытания новых лекарственных препаратов.

### Научная деятельность
Михаил Яковлевич — автор более 300 научных работ и монографий, которые опубликованы в отечественных и зарубежных изданиях. Он имеет ряд авторских свидетельств на изобретения.

Михаил Яковлевич Руда неоднократно выступал с докладами на самых представительных форумах ученых в нашей стране и за рубежом; он имеет большой опыт преподавательской и лекционной работы. 
Принимает активное участие в подготовке научных и практических кадров. Известен как высококвалифицированный специалист-клиницист, оказывающий большую консультативную помощь ряду лечебных учреждений страны.

### Общественная деятельность
Михаил Яковлевич был Президентом Общества специалистов по неотложной кардиологии.
 и главным редактором журнала «Неотложная кардиология», а также членом редакционного совета журналов «Кардиология» и других.

## Награды
Михаил Яковлевич Руда — Лауреат Государственной премии РФ 2003 года за создание и внедрение в практику нового оригинального антиаритмического препарата «Нибентан».

## Факты
Кардиосинхронизатор был использован (впервые в нашей стране) для введения лекарственных веществ в корень аорты в период диастолы для максимально эффективного их поступления в коронарное русло. 
Важнейшим результатом этих исследований было успешное внутрикоронарное введение тромболитика (фибринолизина) больному с инфарктом миокарда в 1975 г. (Е.И. Чазов, А.В. Мазаев, М.Я. Руда), что убедительно доказало эффективность тромболитической терапии. В настоящее время метод признан одним из важнейших вкладов отечественной медицины в мировую кардиологию.
...вехой в развитии М.Я. Руда как кардиолога было его участие в первых курсах ВОЗ, посвящённых принципам работы тогда недавно созданных палат интенсивного наблюдения для коронарных больных и новых подходов к лечению ИМ, в первую очередь осложненного аритмиями и кардиогенным шоком (Эдинбург 1967 г.). В рамках последовавшего после этого симпозиума, в котором участвовали ведущие специалисты в этой области из европейских стран, США и Канады впервые они были ознакомлены Е.И. Чазовым (при участии М.Я.Руда) с отечественной системой «скорой медицинской» помощи, которая не имела аналогов нигде в мире и была признана самой передовой.